# Омура (княжество)

Мон рода Омура

Княжество Омура (яп. 大村藩 Омура-хан) — феодальное княжество (хан) в Японии периода Эдо (1587—1871). Омура-хан располагался в провинции Хидзэн (современная префектура Нагасаки) на острове Кюсю.

## История

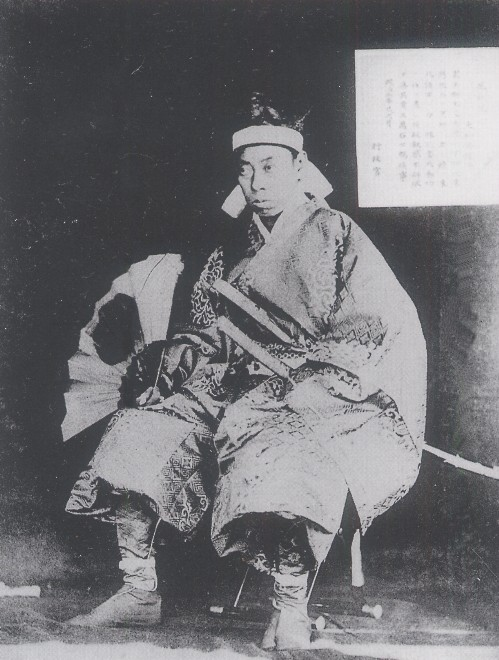
Омура Сумихиро (1830—1882), 12-й даймё Омура-хана (1846—1871)

Административный центр: замок Кусима, город Кусима уезда Соноги (современный город Омура префектуры Нагасаки).
Доход хана: 27 900 коку риса
Княжество управлялось родом Омура, который принадлежал к тодзама-даймё и имел статус правителя замка (城主). Главы рода имели право присутствовать в вербовом зале сёгуна.
Род Омура вёл своё происхождение от военачальника Фудзивара-но Сумитомо (ум. 941). Омура Тададзуми, 8-й потомок Фудзивара-но Сумитомо, был первым, кто принял фамилию «Омура» по названию своего замка и домена. Омура Сумитада (1532—1587), стал первым японским даймё, принявшим христианство. Сумитада открыл порт Нагасаки для португальцев и спонсировал его развитие. В 1587 году японский правитель Тоётоми Хидэёси предпринял завоевательный поход на остров Кюсю. Омура Сумитада вынужден был подчиниться верховной власти Тоётоми Хидэёси, который сохранил за первым его родовые владения. Однако порт Нагасаки был конфискован у иезуитов и перешел под прямое управлением администрации Тоётоми. Его сын, Омура Ёсиаки (1568—1615), участвовал в битве при Сэкигахаре на стороне Токугава Иэясу, но вынужден отказаться от своего домена в пользу своего сына, Омуры Сумиёри (1592—1619). Сумиёри был крещен, как его отец и дед, но после обнародования указов о запрете христианства в Японии, стал преследовать христиан в своих владениях. Род Омура пользовался доверием сёгуната Токугава и владел родовым доменом вплоть до Реставрации Мэйдзи.
Последний даймё, Омура Сумихиро (1831—1882), первоначально был сторонником правительства Токугава и в 1862 году был назначен наместником Нагасаки. Тем не менее, в 1864 году он перешел на сторону Сонно Дзёи, вступил в Союз Саттё и участвовал в Войне Босин.
Его сын, Омура Сумио (1851—1934), в 1884 году был возведен в ранг виконта (сисяку) в системе кадзоку, а в 1891 году стал графом (хакусяку).
В 1871 году после административно-политической реформы Омура-хан был ликвидирован. Территория княжества была включена в состав префектуры Нагасаки.

## Даймё Омура-хана
| №  | Имя и годы жизни           | Имя и годы жизни | Годы правления | Ранг, титул       | Примечания                     |
| -- | -------------------------- | ---------------- | -------------- | ----------------- | ------------------------------ |
| 1  | Омура Ёсисаки (1568—1615)  | 大村喜前         | 1587-1616      | 従五位下 丹後守   | Сын Омуры Сумитады (1533—1587) |
| 2  | Омура Сумиёри (1592—1619)  | 大村純頼         | 1616-1619      | 従五位下 民部大輔 | Второй сын Омуры Ёсисаки       |
| 3  | Омура Суминобу (1618—1650) | 大村純信         | 1620-1650      | 従五位下 丹後守   | Старший сын Омуры Сумиёри      |
| 4  | Омура Суминага (1636—1706) | 大村純長         | 1651-1706      | 従五位下 因幡守   | Четвертый сын Итами Кацунаги   |
| 5  | Омура Сумимаса (1664—1712) | 大村純尹         | 1706-1712      | 従五位下 筑後守   | Второй сын Омуры Суминаги      |
| 6  | Омура Сумицуне (1670—1738) | 大村純庸         | 1712-1727      | 従五位下 伊勢守   | Второй сын Омуры Суминаги      |
| 7  | Омура Сумихиса (1711—1749) | 大村純富         | 1727-1748      | 従五位下 河内守   | Второй сын Омуры Сумицуне      |
| 8  | Омура Сумимори (1734—1761) | 大村純保         | 1748-1760      | 従五位下 弾正少弼 | Старший сын Омуры Сумихиси     |
| 9  | Омура Сумиясу (1759—1814)  | 大村純鎮         | 1761-1803      | 従五位下 信濃守   | Второй сын Омуры Сумимори      |
| 10 | Омура Сумимаса (1786—1838) | 大村純昌         | 1803-1836      | 従五位下 丹後守   | Старший сын Омуры Сумиясу      |
| 11 | Омура Сумиаки (1822—1882)  | 大村純顕         | 1836-1847      | 従五位下 丹後守   | Четвертый сын Омуры Сумимасы   |
| 12 | Омура Сумихиро (1831—1882) | 大村純熈         | 1847-1871      | 従五位下 丹後守   | Восьмой сын Омуры Сумимасы     |